# Апоний
Апоний (Aponius) e римско име (nomen gentile).
Известни с това име:
- Луций Апоний, конник, през 14 г. придружава младия Друз
- Апоний Сатурнин, сенатор и преди това претор по времето на Калигула
- Марк Апоний Сатурнин, сенатор, консул по времето на Нерон, 69 г. управител на провинция Мизия, където се бие срещу роксоланите. След 73 г. проконсул на провинция Азия.

- Апоний e автор на латински коментар на „Песен на песента на Соломон“ (лат. Canticum Canticorum Salomonis), написан в Рим 405 – 415 г.